# Rio Ponte de Pedra (vattendrag i Brasilien, Mato Grosso)
Rio Ponte de Pedra är ett vattendrag i Brasilien.   Det ligger i delstaten Mato Grosso, i den centrala delen av landet, 700 km väster om huvudstaden Brasília.
Omgivningarna runt Rio Ponte de Pedra är huvudsakligen savann. Runt Rio Ponte de Pedra är det ganska tätbefolkat, med 52 invånare per kvadratkilometer.